# Scalable Inman Flash Replacement
SIFR (от англ. Scalable Inman Flash Replacement — Масштабируемая Flash замена Инмана) — технология с открытым кодом, написанная на JavaScript и Shockwave Flash. Создана флэш-разработчиком Шоном Инманом и предназначена для замены текстовых элементов в HTML страницах на эквивалентные во Flash, с использованием уникального шрифта.
Технология была представлена в 2003 году Шоном Инманом, также являющимся создателем технологии IFR. В 2004 году его идея по улучшению технологии IFR была поддержана такими разработчиками, как Mайк Дэвидсон и Марк Ваббен.

## Совместимость технологии с веб-стандартами
Технология SIFR отрабатывается, не задевая структуру документа, полностью абстрагируясь от клиентских ограничений. В случае отсутствия плагина Flash, заголовок будет оформлен средствами CSS без сообщений об отсутствии плагина.
Технология sIFR полностью отвечает стандартам W3C.

## Технологии SIFR
1. После загрузки страницы Javascript определяет наличие плагина Flash.
2. Если плагин не обнаружен, страница загрузится в обычном порядке без ошибок и запросов на скачивание плагинов. В местах, где предполагался вывод текста уникальным шрифтом, пользователь увидит текст, оформленный стандартными средствами CSS. При удачном сочетании стандартного и уникального шрифта, разница между визуальным представлением может быть незаметна пользователю.
3. Если Flash-плагин обнаружен, требуемому элементу страницы с помощью JS присваивается класс «.sIFR-hasFlash», что позволяет CSS спрятать простой HTML-текст для замены на sIFR.
4. Javascript сканирует страницу, находя по классам объекты для рендера Flash, сверяя их размеры.
5. После проверки скрипт создает Flash-объект, перекрывая им классический текст, и включая его в состав атрибута variables.
6. Встроенный в заранее созданный Flash-шрифт скрипт на языке ActionScript, генерирует текст требуемым шрифтом и с параметрами, указанными разработчиком сайта заранее.

## Альтернативы
- Facelift Image Replacement (FLIR) —  программное обеспечение, аналогичное sIFR. Но вместо использования Flash, FLIR встраивает простые изображения, которые автоматически генерируются из текста на веб-странице. Таким образом, даже если у пользователя не установлен Flash-плагин, текст будет заменен на FLIR. Однако FLIR требует, чтобы хост веб-сайта мог запускать PHP.
- Cufón —  альтернатива, преобразующая пути шрифтов в векторную графику, хранящуюся в формате данных JSON, а затем визуализирующая шрифты в элементы холста или VML (в зависимости от доступности) с помощью механизма рендеринга JavaScript. Существенным недостатком использования Cufón является требование лицензии встроенного шрифта, которая позволяет его распространение в не зашифрованном виде, что прямо запрещено многими коммерческими шрифтами.